# CHOZ-FM
Pour les articles homonymes, voir OZ.
CHOZ-FM est une station de radio canadienne basée à Saint-Jean de Terre-Neuve à Terre-Neuve-et-Labrador. Son émetteur principal de Saint-Jean diffuse à la fréquence 94,7 MHz, avec des émetteurs supplémentaires situés dans toute l'île. La station, connue sous le nom d'OZ FM, est l'une des diverses propriétés médiatiques de la famille Stirling ; cela inclut la station de télévision sœur CJON-DT.

## Histoire
CHOZ-FM a été lancé le 15 juin 1977 à la fréquence 93,9 MHz. C'était à l'origine une station de rock à temps-plein connue sous le nom de Radio OZ, The Rock of the Rock. Il est finalement passé à un format de type de top-40 / Classic Rock sous la marque OZ FM ; néanmoins, il a gardé le slogan "The Rock of the Rock".
Le succès de la station est en grande partie à cause de son émission matinale, The Dawn Patrol, animée par Randy Snow, Deborah Birmingham et Larry Jay.

## Controverse
En janvier 2011, le Conseil canadien des normes de la radiotélévision a réprimandé CHOZ pour avoir diffusé la version non censurée de « Money for Nothing » par Dire Straits, à la suite d'une plainte d'un auditeur qui déclarait que la chanson contenait le mot « faggot », une insulte pour une personne homosexuelle. Même si la chanson a remporté de nombreux prix et a été jouée d'innombrables fois à la radio canadienne, le CCNR a estimé que la version non censurée est devenue inacceptable pour la diffusion, car le terme qui était autrefois un terme acceptable, est depuis devenu un terme inacceptable. En réponse à la décision, au moins deux stations, CIRK-FM à Edmonton et CFRQ-FM à Halifax, ont diffusé la version non censurée de Money for Nothing à plusieurs reprises pendant une heure en signe de protestation. Le 21 janvier 2011, le CRTC a demandé au CCNR une revue de l'interdiction, en réponse au tollé public contre les actions du CCNR; l'organisme de réglementation a demandé au CCNR de nommer une commission nationale pour examiner le cas, car la décision sur l'interdiction a été examinée par une commission régionale pour les Maritimes et Terre-Neuve.
Plus tard, le CCNR a conclu que l'insulte était inappropriée ; cependant, en raison de considérations relatives à son utilisation dans son contexte, le CCNR a laissé aux stations le soin de décider de censurer ou non la chanson. La plupart des panélistes du CCNR pensaient que l'insulte était inappropriée, mais elle n'a été utilisée que d'une manière satirique, non haineuse.

## Retransmetteurs
| Ville               | Indicatif | Fréquence | Référence |
| ------------------- | --------- | --------- | --------- |
| Argentia            | CFOZ-FM   | 100,3 MHz | [ 6 ]     |
| Clarenville         | CJMY-FM   | 105,3 MHz | [ 7 ]     |
| Corner Brook        | CKOZ-FM   | 92,3 MHz  | [ 8 ]     |
| Grand Falls-Windsor | CKMY-FM   | 95,9 MHz  | [ 9 ]     |
| Stephenville        | CIOS-FM   | 98,5 MHz  | [ 10 ]    |

CHOZ-FM est aussi diffusé au Canada sur le canal 951 de Bell Télé Satellite, localement sur le canal 925 de Rogers Cable et dans la région de St. John's sur le canal 21.2 de CJON-DT.

## Identité visuelle

Logo de 2007 à 2009
Logo de 2009 à 2012
Logo actuel depuis 2012